# Coniscos
Los coniscos fueron una tribu que existió en la Cantabria antigua. Fue mencionada por Estrabón (Geografía III, 4, 12; C. 162) “Al norte de los Keltíberes, lindando con los Kantabroi – Koniskoi, habitan los bérones, nacidos también de la emigración celtica…”
Según varios historiadores y geógrafos de la época, como Estrabón o Plinio el Viejo, los coniscos habitaban el extremo oriental de Cantabria, siendo parte de su territorio las cuencas del río Sauga (supuestamente el río Asón). 
En la localidad de Ogarrio fueron encontradas, como ajuar funerario, tres espadas de bronce con remaches de plata, que pueden ser consideradas como restos pertenecientes a los coniscos. Estas espadas se encuentran actualmente en el Museo del Instituto Valencia de Don Juan (Madrid).
- Datos: Q8349854